# Mimodiaxenes elongata
Mimodiaxenes elongata är en skalbaggsart som beskrevs av Stefan von Breuning 1939. Mimodiaxenes elongata ingår i släktet Mimodiaxenes och familjen långhorningar. Inga underarter finns listade i Catalogue of Life.